# Task Force 11
Die Task Force 11 ist ein US-amerikanischer teilstreitkräfteübergreifender Verband aus Teilen der 1st Special Forces Operational Detachment-Delta (Airborne) (1st SFOD-D (A)), meist kurz Delta Force, und der United States Naval Special Warfare Development Group, der in der Folge der Terroranschläge am 11. September 2001 in den USA aufgestellt wurde, um die wichtigsten Mitglieder des Terrornetzwerks Al-Qaida festzusetzen oder zu eliminieren.
Obwohl das Einsatzgebiet, der afghanische Raum, zum US Central Command (CENTCOM) gehört, untersteht die Task Force 11 dem US Joint Special Operations Command (JSOC), dem obersten Kommando für militärischen Antiterrorkampf. Sämtliche Belange der Task Force 11 sind geheim.

## Ausrüstung

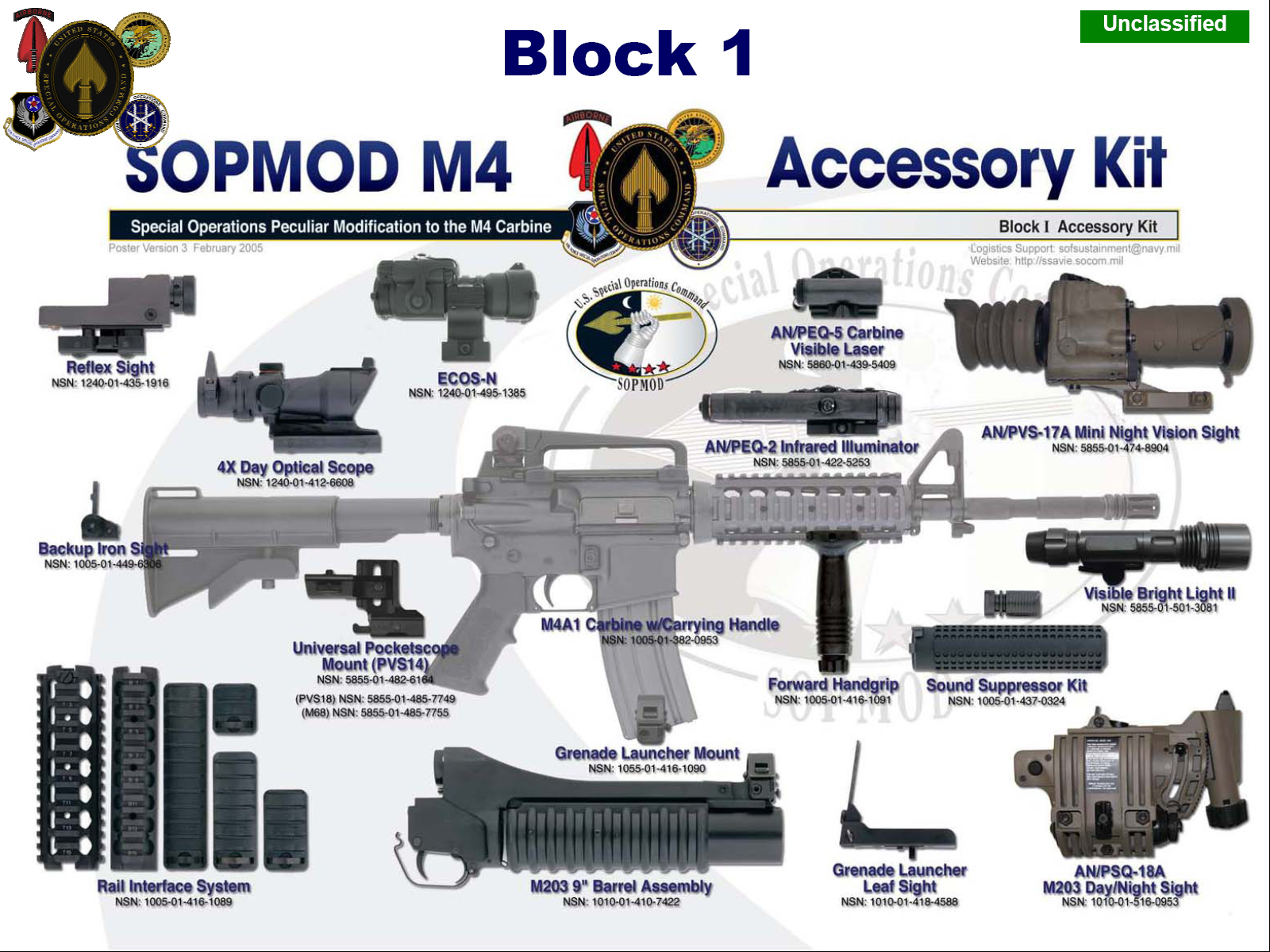
M4-Kit

Die Task Force 11 gilt als einer der am besten ausgerüsteten Verbände der Welt. Zu ihren Waffen gehören das Sturmgewehr M4, die Maschinenpistole MP5 in der Version SD, das Scharfschützengewehr PSG1, die Flugabwehrrakete FIM-92 Stinger und die Anti-Panzerrakete AT4.

## Lufttransport
Die Lufttransportkomponente der Task Force 11 bildet das 160th Special Operations Aviation Regiment (Airborne) mit seinen Transporthubschraubern vom Typ MH-6 Little Bird, MH-60 Black Hawk und MH-47 D/E Chinook. Für weiter entfernte Missionen werden die größeren Sikorsky MH-53J Pave Lows der US Air Force verwendet.

## Einsätze
Die meisten Missionen fanden bisher in Afghanistan statt, unter anderem nahm die Task Force 11 an der Operation Anaconda und zwei weiteren Aktionen im Rahmen von Operation Enduring Freedom teil.